# Abend der Gaukler
Abend der Gaukler (Originaltitel: Gycklarnas afton) ist ein in Schwarzweiß gedrehtes schwedisches Filmdrama von Ingmar Bergman aus dem Jahr 1953.

## Handlung
Der heruntergekommene „Cirkus Alberti“ von Direktor Albert Johansson macht Halt in der Stadt, in der Albert sich vor Jahren von seiner Frau Agda und seinen beiden Söhnen trennte. Er sucht den ebenfalls im Ort weilenden Theaterdirektor Sjuberg auf, um sich für den Premierenabend des Zirkus Kostüme zu leihen. Sjuberg demütigt Albert, erklärt sich aber bereit, ihm die gewünschten Kostüme aus dem Theaterfundus zur Verfügung zu stellen. Frans, ein Darsteller aus Sjubergs Ensemble, macht Alberts Freundin Anne offen den Hof, doch sie weist ihn zurück. Später kommt es zum Streit zwischen Albert und ihr, als er sich anschickt, Agda und seine Söhne zu besuchen. Anne kündigt an, nicht auf seine Rückkehr zu warten.
Albert besucht Agda in dem Tabakladen, den sie betreibt. Trotz der Leere, die er in dem von ihr geführten, vorhersehbaren Leben empfindet, bittet er sie, zu ihr zurückkehren zu dürfen. Agda weist ihn ab, weil sie die in ihren Augen neu gewonnene Freiheit nicht wieder aufgeben will. In der Zwischenzeit sucht Anne Frans auf. Als sie ihre Ankündigung, sich mit ihm einzulassen, wieder rückgängig macht, macht er sie sich mit einer Mischung aus Zwang und materiellen Versprechungen zu Willen. Auf dem Heimweg sieht Albert, wie Anne das Theater verlässt und den Juwelier aufsucht, um ihren, wie sich herausstellt wertlosen „Lohn“ in Bares umzusetzen. Später gesteht Anne Albert während eines Streits ihren Seitensprung. Albert betrinkt sich, dann befiehlt er seiner Truppe, die abendliche Galavorstellung vorzubereiten.
Zur Abendvorstellung finden sich die Stadtbewohner und Sjubergs Theatergruppe ein. Es kommt zu einer Auseinandersetzung zwischen Albert und Frans, bei der Albert unterliegt. Albert schließt sich in seinem Zirkuswagen ein und setzt sich einen Revolver an die Schläfe, doch als er abdrückt, ist die Revolverkammer leer. Er sucht den Käfig des Zirkusbären auf und erschießt in einer Ersatzhandlung das Tier, dann gibt er Weisung, das Zelt abzubrechen und weiterziehen. Zu Fuß läuft er hinter der Wagenkolonne her. Anne gesellt sich zu ihm, gemeinsam setzen sie ihren Weg fort.

## Hintergrund

### Produktion und Filmstart
Abend der Gaukler war die erste von zwei Bergman-Produktionen des Filmverleihers Sandrew. Der Film entstand zwischen Februar und Juni 1953 und lief in Schweden am 14. September desselben Jahres an. In den Kinos der BRD startete er am 2. Dezember 1958, am 7. Juni 1970 wurde er erstmals im Fernsehen der DDR ausgestrahlt.

### Position in Bergmans Werk
Bergman arbeitete bei Abend der Gaukler erstmals mit seinem späteren langjährigen Kameramann Sven Nykvist zusammen. Nykvist sprang ein, weil Hilding Bladh wegen anderweitiger vertraglicher Verpflichtungen nicht den kompletten Film fotografieren konnte. Das nächste gemeinsame Bergman-Nykvist-Projekt war Die Jungfrauenquelle. Von 1961 bis 1983 drehte Nykvist ununterbrochen für Bergman. Abend der Gaukler war auch die erste Arbeit des Kostümbildners Max Goldstein alias „Mago“ für den Regisseur.
Bergman bekannte in seiner Werkmonographie Bilder offen die biographischen Parallelen des Films, den er „vergleichsweise aufrichtig und schamlos persönlich“ nannte. Bergman hatte sich 1952 von seiner dritten Frau Gun Grut scheiden lassen (diese Ehe thematisierte er noch 1957 in Wilde Erdbeeren) und führte eine Beziehung mit seiner Hauptdarstellerin Harriet Andersson. Zur Besetzung der Hauptfigur mit Åke Grönberg meinte er: „Will ein magerer und zäher Regisseur ein Selbstporträt liefern, sucht er sich natürlich einen Mann aus, der fett ist.“
Der Film erhielt sowohl lobende als auch vernichtende Kritiken, an der Kinokasse war er jedoch ein „wirtschaftliches Fiasko“. In der Folge drehte Bergman eine Reihe von leichteren Filmen wie Lektion in Liebe und Frauenträume. Retrospektiv bewerteten Filmhistoriker wie Peter Cowie, Gösta Werner und Vernon Young Abend der Gaukler als Meilenstein in Bergmans Schaffen.

### Analyse
Als Hauptthema des Films nannte Bergman „Erotik und Demütigung in wechselnden Kombinationen“. Die Frage von Interviewern, ob die Eingangsszene, in der der Clown Frost vor seinen Artistenkollegen und einer Gruppe Soldaten zum Gespött gemacht wird, in der Gestaltung von Sergej Eisensteins Panzerkreuzer Potemkin beeinflusst gewesen sei, verneinte Bergman ebenso wie die Frage nach einem möglichen Symbolgehalt in der Erschießung des Zirkusbären: „Für mich liegt keine Symbolik darin. Albert muß jemandem wehtun. […] Er hat ein Bedürfnis, etwas Grausames zu tun.“ Auch die Möglichkeit eines Einflusses von August Strindberg wies Bergman von sich. Die größte Gemeinsamkeit sah er zu dem Film Varieté von Ewald André Dupont (1925), in dem ein Zirkuskünstler für seine Geliebte Frau und Kind verlässt und später den Liebhaber seiner neuen Partnerin tötet. Bergman: „[Der Film] faszinierte mich so sehr, dass ich ihn bewusst imitierte.“

## Kritiken
Die Kritikermeinung in Schweden war gespalten. Während der Morgontidningen von Bergmans bestem Film sprach, weigerte sich der Rezensent des Aftonbladet in eigenen Worten, das „Erbrochene“ näher in Augenschein zu nehmen. Positive Aufnahme fand der Film dagegen in Frankreich.
Das Lexikon des internationalen Films schrieb: „Eine traurige Betrachtung über das Unvermögen des Menschen, sich seinem vorbestimmten Lebensdrama entziehen zu können. Durch die Eindringlichkeit der psychologischen Zeichnung, die meisterhafte formale Gestaltung und den Ernst der rein diesseitsbezogenen Haltung ist ein ebenso intensives wie zeitloses Gleichnis von der Last des menschlichen Daseins entstanden.“